# Hakkali, Shikarpur
Hakkali là một làng thuộc tehsil Shikarpur, huyện Shimoga, bang Karnataka, Ấn Độ.